# Love Rat
Love Rat är en brittisk dramaserie vars första säsong hade premiär den 11 mars 2024 på Channel 5. Första säsongen består av fyra avsnitt. Serien hade premiär på TV4 den 5 mars 2025.

## Handling
Serien handlar om den nyligen frånskilda Emma som njuter av en semesterromans med hotellägaren Niko på Cypern. När hon inser att Niko har lurat henne på alla hennes livsbesparingar ber hon sin exmake om hjälp för att få pengarna tillbaka.

## Rollista (i urval)
- Ramon Tikaram – George
- Sally Lindsay – Emma Walters
- Neil Morrissey – Pete Walters
- Imogen King – Susie
- Gerald Kyd – Niko
- Camilla Roholm – Freja
- Joanna Kalafatis – Maria